# George Fant
George Fant, né le 11 juillet 1916 à Stockholm, mort le 21 février 1998, est un acteur suédois, également directeur de théâtre.

## Biographie
Né à Stockholm, il apparaît dans Milly, Maria et moi et dans Les anciens flirts du quartier-maître Karlson en 1938. Il est un des jeunes premiers les plus en vue du cinéma suédois dans les années 1940. Il apparait dans 50 films entre 1938 et 1995.

## Filmographie partielle
- 1938 : Milly, Maria et moi  (Milly, Maria och jag)
- 1938 : Les anciens flirts du quartier-maître Karlson
- 1938 : Le Vieillard arrive de Per Lindberg
- 1941 : Den ljusnande framtid de Gustaf Molander
- 1941 : Les Francs tireurs d'Ake Ohberg
- 1945 : Sang et Feu (Blod och eld) d'Anders Henrikson
- 1948 : Port étranger (Främmande hamn) réalisé par Hampe Faustman
- 1955 : Resa i natten (en) (Resa i natten) de Hampe Faustman
- 1958 : La Charrette Fantôme (Körkarlen) d'Arne Mattsson
- 1958 : Une maison de poupée (Ett dockhem) d'Anders Henrikson